# Trichorhina hoestlandti
Trichorhina hoestlandti is een pissebed uit de familie Platyarthridae. De wetenschappelijke naam van de soort is voor het eerst geldig gepubliceerd in 1960 door Albert Vandel.